# Le Sillon (schilderkunst)

Affiche voor de 4de tentoonstelling (Gustave-Max Stevens, 1896)

Le Sillon was een vereniging van beeldende kunstenaars in Brussel, opgericht in 1893, onder voorzitterschap van Gustave-Max Stevens, als opvolger van de kunstkring Voorwaarts.
De stichters waren overwegend jonge leerlingen van de Brusselse Academie en de vereniging was bedoeld als een tegenwicht voor het neo-impressionisme en het symbolisme, later ook tegen het luminisme.
Zij wilden terug naar een degelijke schilderkunst zoals in het verleden, terug naar de rijke Vlaamse realistische traditie. De Spaanse schilder Velázquez was daarbij een van hun grote voorbeelden, hun doel was het naturalisme.
De belangrijkste leden waren Armand Apol, Alfred Bastien, Géo Bernier, Maurice Blieck, Louise Brohée, François Bulens, Jean Colin, Ernest Godfrinon, Gaston Haustraete, Jean Laudy, A. Madoux, Marc-Henry Meunier, Michaux, Pierre-Victor Moerenhout, Arthur Navez, Willem Paerels, Albert Pinot, Ramah, Lucien Rion, Victor Simonin, Frans Smeers, Louis Thevenet, Emile Thysebaert, J. Tordeur, Fernand Toussaint, Paul Verdussen, Maurice Wagemans en Georges Van Zevenberghen.
Enkele kunstenaars sloten zich later aan: Léon Bartholomé, E.-A. Coulon, A. De Vleeschouwer, G. de la Perche, Félix Denayer, Fernand Delgouffre, Jean Gouweloos, Paul Mathieu, Victor Mignot en Philippe Swyncop. Ook Léon Spilliaert was enige tijd lid van Le Sillon.
Oorspronkelijk schilderden zij in donkere, sombere maar rijke kleuren met een voorliefde voor een overdadige verfopbreng, maar al spoedig werd hun toets lichter, meer luministisch, wat hun werk zelfs in de buurt van de debuutwerken van de latere Brabantse fauvisten bracht.

Affiche voor de 10de tentoonstelling (Philippe Swyncop, 1903)

De Sillonisten zijn daarom nog niet als voorlopers van het fauvisme te beschouwen, daarvoor onderscheiden beide groepen zich te veel van elkaar. Een aantal fauvisten, waaronder Willem Paerels, Louis Thevenet, Auguste Oleffe, Ramah, Rik Wouters, Edgard Tytgat, Ferdinand Schirren, Anne-Pierre De Kat, Philibert Cockx en Médard Maertens, sloot trouwens aan bij Le Sillon, al was het maar om toegang te krijgen tot hun jaarlijkse expositie in het Museum voor Moderne Kunst in Brussel.
Jaarlijkse tentoonstellingen met werk van leden vanaf 1893 tot zeker in 1910. Ferdinand Toussaint creëerde een poster voor hun tentoonstelling van 1897.

## Voetnoten
1. ↑  Poster van Toussaint